# Kate Gosselin
Katie "Kate" Irene Gosselin (született Kreider) (Hershey, Pennsylvania, 1975. március 28. –) amerikai televíziós személyiség. Szerepelt a nemzetközileg is elismert amerikai reality tv showban a Jon & Kate és 8 gyerekben férjével, Jon Gosselinnal, majd később már egyedülálló anyaként vezette a műsort Kate és 8 gyerek néven. A műsor(ok) arról szólt(ak), hogyan tartják el az ikreket és a hatosikreket.

## Élete
Hersheyben született Pennsylvania államban. Második gyerekként született az ötből (Kendra, Christen, Clairissa és Kevin), Charlene (született Kolak) és Kenton Eugene Kreider gyerekeként. Édesapja lelkipásztor.
Jon Gosselinnal 1999-ben ment férjhez. 2000. október 8-án születtek ikrei (Cara Nicole és Madelyn Kate) 35 hetes terhesség után, 5 hetes koraszüléssel. Kate mesterséges megtermékenyítéssel lett terhes. Természetes úton nem lehetett gyerekük, mert Kate-nek petefészek problémái voltak.
A megtermékenyítés után Kate újra terhes lett és hatosikreket szült (fiúk Aaden Jonathan, Collin Thomas, Joel Kevin, a lányok Alexis Faith, Hannah Joy, Leah Hope) 2004. május 10-én Hersheyben, Pennsylvaniában a Penn State Hershey Medical Centerben, 30 hét terhesség után, 10 hetes koraszüléssel. A korai születés miatt a 6 csecsemőt inkubátorban helyezték el. Kate könyvében leírja, hogy a terhesség elején 7 magzat volt benne, de egy nem tudott kifejlődni.

## Karrier
Miután elvégezte a nővéri diplomát felvételt kapott a Reading Hospital and Medical Centerbe, Readingben, Pennsylvaniaban. Ő szülős és munkás nővérként dolgozott 2004-ig a Reading Hospitalban.

### Reality TV
Miután megszülettek a hatosikrek, Kate és Jon az NBC csatorna Home Delivery című műsorában felújították a házukat Wyomissingben, Pennsylvaniaban a nagy család számára.
A család szerepelt egy "speciális" showban a Discovery Healthen 2005 szeptemberében "Surviving Sextuplets and Twins" címmel.(Túlélni hatosikrekkel és ikrekkel) Egy év múlva szintén szerepeltek a csatornán "Sextuplets and Twins:One Year Later" címmel.(Hatosikrek és ikrek: Egy évvel később) A show aztán nagy elvárásokat és rajongást tanúsított a pár felé,ezért a Discovery Health leszerződtette a párt és 2007 Áprilisában Jon & Kate és 8 gyerek címmel valóságshow-t indítottak, ami dokumentálja az életüket. Hetente 3 vagy 4 napon forgattak. A show első két évada a Discovery Healthen volt, majd átköltözött a TLC-re. A család fizetést kapott minden részért.
2009. június 22-én egy 1 órás epizódot adtak le. Jon és Kate bejelentették hogy elválnak. A pár aznap találkozott a pennsylvániai hatóságnál, amikor ezt a részt leadták, hogy a válást elintézzék. A válási interjúban elmondták "a show-nak folytatódnia kell". Azonban a TLC bejelentette 2009. június 23-án, hogy a show-ba kis kihagyást tenne az azt érő hatások miatt.
2009. szeptember 29-én a TLC átcserélte a nevet Jon & Kate Plus 8-ról Kate Plus 8-ra, és a show-t Kate vezette tovább egyedülálló anyukaként. Jon is feltűnik még a show-ban, de már nem olyan sokszor és nem főszerepben. 2009. november 23-án volt az ötödik évad utolsó epizódja, mert Jon döntése alapján megállították a forgatást. A TLC-n ismétléséket adtak. Kate Gosselin forgatott Paula Deen-nel egy talk show vezetőjével. 2009 végéig nem adták le a televízióban. 2009 december végén azt is bejelentették, hogy nem terveznek már több show-t mert Kate "túl ellentmondásos" volt a szervezőkkel szemben.

### Dancing with the Stars (Szombat esti láz)
Kate szerepelt a 10. évadát indító Dancing with the Starsban. (M.O-n Szombat esti láz) Kifejezte erős vágyát abban, hogy továbbra is folytatni szeretné a show-t, annak ellenére, hogy elég széles körű kritikát kapott a táncolására. Partnere Tony Dovolaní volt. A versenyből 2010. április 20-án esett ki.

### Twist of Kate
2010 áprilisában bejelentette, hogy tervezne egy saját műsort Twist of Kate címmel. A műsor lényege annyi lett volna, hogy beutazza az országot és ellátogat azokhoz az anyukákhoz akik levelet írtak neki a történeteikkel. A TLC azonban folytatni szerette volna egy új évaddal a Kate Plus 8-at. Azonban egy ismeretlen forrás azt mondta a Life and Style magazinnak, hogy a Twist of Kate-et és más reality műsorokat törölték. Közben 2010. november 28-án a Kate Plus 8 második évadát elkezdték leadni. A TLC és Kate válasza az volt, hogy nem törölték egyik műsort sem.
Röviddel azután, hogy Kate kiesett a Dancing with the Stars-ból, pletykák kezdtek terjedni miszerint Kate szerepelt a The Bachelorette TV-showban. Azonban ezt több embernek is tagadta, többek közt Mike Fleissnak a műsor szerkesztőjének és a TLC-nek. Ők viszont azt gondolták, hogy egy érdekes szerepben el tudnák helyezni.
Június 24-én bejelentették, hogy Kate a The Wiew című műsor műsorvezetője lesz július 2-án, aminek már korábban kétszer is házigazdája volt.
2011 augusztusában bejelentették, hogy a Kate Plus 8 nem fog visszatérni a TLC-re szeptemberben. Az utolsó epizódot 2011. szeptember 12-én adták le.
Kate és gyerekei 2013. február 26-án a Celebrity Wife Swap című műsorban szerepeltek. Kate Kendra Wilkinsonnal cserélt helyet.
2014 júniusában egy 1 órás különkiadással jelentkeznek majd a TLC-n, amiben elmesélik az elmúlt 3 év eseményeit-írja a People magazin.

### Írói pályafutása
Kate három non-fiction könyvet írt. Az első könyvet Jon Gosselinnal és Beth Carsonnal írták, 2008 novemberében jelent meg Multiple Blessings (Több áldás) címmel. A The New York Times Bestseller listáján 5. helyezést ért el és 2009 végéig 500.000 darabot adtak el belőle.
Második könyve Eight Little Faces (Nyolc kicsi arcocska) címmel jelent meg 2009 áprilisában. Szintén 5. lett a New York Times Bestseller listáján.
Harmadik könyve I Just Want You To Now (Azt akarom hogy tudd) címmel jelent meg 2010. április 13-án. Az első héten 10.000 darabot adtak el belőle és a New York Times Bestseller listáján 103-as számmal szerepelt.
Kate közreműködött a CouponCabin blog vezetésében egy éven keresztül. Az oldal 2011 novemberében indult. "Kate egész életében kuponozott"-mondta a CouponCabin elnöke Jackie Warrick sajtóközleményében. "Bízunk benne hogy ő egyedülálló betekintést szerzett ebben a témában az évek során. Azonban 2012 októberében leváltották őt, mert -"Ms.Gosselin szimplán nem illeszkedett jól a helyén.

## Magánélete
Kate Jonnal egy céges bulin találkozott 1997. október 5-én. 1999. június 12-én házasságot kötöttek.
2009. június 22-én beadták a válópert. Azt mondták, hogy a gyerekek a pennsylvaniai házban maradnak és majd a pár járkál oda-vissza, hogy igazodjanak a letéti szerződéshez. 2009. december 16-án bejelentették, hogy a válást véglegesítették. A családi ház tulajdonjogát és az elsődleges felügyeleti jogot Kate kapta meg.

## Könyvei
- Multiple Blessings (Több Áldás) 2008. november 1.
- Eight Little Faces (Nyolc Kicsi Arcocska) 2009. április
- I Just Want You To Now (Csak Azt Akarom Hogy Tudd) 2010. április 13.
- Love Is In The Mix (Szeretet a "keverésben"/főzésben) 2013. szeptember 4.

## Filmográfia
| Év        | Cím                                                                          | Szerep     | Megjegyzés           |
| --------- | ---------------------------------------------------------------------------- | ---------- | -------------------- |
| 2005      | Surviving Sextuplets and Twins (Túlélni hatosikrekkel és ikrekkel)           | Saját maga | Egy órás különkiadás |
| 2006      | Sextuplets and Twins: One Year Later (Hatosikrek és ikrek: Egy évvel később) | Saját maga | Egy órás különkiadás |
| 2007–2009 | Jon & Kate Plus 8 (Jon & Kate és 8 gyerek)                                   | Saját maga | Tv show              |
| 2008      | Say Yes to the Dress (Mondj igent a ruhára)                                  | Saját maga | Egy epizód           |
| 2010      | Dancing with the Stars (Szombat esti láz)                                    | Saját maga | Verseny              |
| 2010–2011 | Kate Plus 8 (Kate és 8 gyerek)                                               | Saját maga | Tv-show              |
| 2013      | Celebrity Wife Swap                                                          | Saját maga | Egy epizód           |

## Fordítás
- Ez a szócikk részben vagy egészben  a   Kate Gosselin című angol Wikipédia-szócikk ezen változatának fordításán alapul.  Az eredeti cikk szerkesztőit annak laptörténete sorolja fel. Ez a jelzés csupán a megfogalmazás eredetét és a szerzői jogokat jelzi, nem szolgál a cikkben szereplő információk forrásmegjelöléseként.